# Maryla Rodowicz
Maria Antonina Rodowicz, detta Maryla (Zielona Góra, 8 dicembre 1945), è una cantante, chitarrista e attrice polacca.
Nel corso degli oltre 50 anni della sua carriera, ha pubblicato venti album in studio in polacco e quattro in altre lingue e ha venduto oltre 15 milioni di dischi. Conosciuta per la sua stretta collaborazione con Agnieszka Osiecka e Seweryn Krajewski, tra le sue canzoni più famose ci sono Małgośka (1974), Futbol (1974), Remedium (1978), Niech żyje bal (1984), Łatwopalni (1997) e Wszyscy chcą kochać (2005). Rimane una delle artiste più importanti e di successo nella storia della musica popolare in Polonia.
Tra i numerosi premi e onorificenze che ha ricevuto ci sono la Croce d'Oro al Merito, la Croce di Commendatore dell'Ordine della Polonia Restituta e la Medaglia d'Oro al Merito alla Cultura – Gloria Artis.

## Biografia
Rodowicz è nata a Zielona Góra da una famiglia originaria di Vilnius. ha studiato al Liceum Ziemi Kujawskiej a Włocławek e si è diplomata all'Akademia Wychowania Fizycznego a Rumpe.
La carriera musicale è iniziata nel 1967, dopo aver vinto il primo premio al Festiwal Piosenki i Piosenkarzy Studenckich ("Festival studentesco delle canzoni e dei cantanti degli") a Cracovia. Due anni dopo ha registrato la sua prima canzone famosa, Mówiły mu (versione inglese nota come "Love Doesn't Grow On Trees"), e nel 1970 - il suo primo LP. Nel 1973, ha guadagnato popolarità con la canzone Małgośka con testi di Agnieszka Osiecka. Un anno dopo, durante la cerimonia di apertura della Coppa del Mondo a Monaco, ha eseguito una canzone Futbol.
Il corpus di lavori del cantante comprende oltre 600 canzoni registrate, con oltre 20 album polacchi e album in inglese, ceco, tedesco e russo. Oltre a Małgośka, le canzoni più famose dell'artista sono Niech żyje bal, To już było, Wielka Woda, Rozmowa przez ocean, Bossanova do poduszki, Łatwopalni. Nel 2005 ha registrato l'album Kochać con testi di Katarzyna Nosowska. In occasione della Coppa del Mondo 2006, ha registrato una canzone Za Janasa con i testi di Nosowska.
Rodowicz si è esibito in concerti in tutto il mondo ed ha vinto vari premi. Ha anche partecipato a vari festival anche al di fuori dei confini della Polonia, ad esempio a Oklahoma City, Tulsa e Los Angeles.
Rodowicz è anche attrice ed ha recitato in diversi film e nell'intrattenimento musicale. Si esibisce regolarmente in una serie del canale televisivo Polsat Rodzina zastępcza.
Nel 1992 ha pubblicato la sua autobiografia dal titolo Niech żyje bal.
Il 18 agosto 2021, è stato annunciato che apparirà nella terza stagione della versione polacca di The Voice Senior come coach, in sostituzione di Izabela Trojanowska. La sua vita e la sua carriera musicale sono state oggetto di un film documentario intitolato Maryla. Tak kochałam andato in onda sul canale TVP1.

## Vita privata
A metà degli anni Settanta Rodowicz ha avuto una relazione con l'attore Daniel Olbrychski. Ha tre figli: Jan Jasiński (nato nel 1979) e Katarzyna Jasińska (nata nel 1982) avuti con il compagno Krzysztof Jasiński ed un figlio Jędrzej (nato nel 1987) con il marito (ora divorziato) Andrzej Dużyński.

## Discografia

### Album
- 1970: Żyj mój świecie (Muza)
- 1972: Wyznanie (Pronit)
- 1972: Maryla Rodowiczova (Supraphon)
- 1973: Maryla Rodowicz (Amiga)
- 1974: Rok (Pronit)
- 1976: Sing-Sing (Pronit)
- 1978: Wsiąść do pociągu (Pronit)
- 1979: Cyrk nocą (Pronit/Wifon)
- 1982: Święty spokój (Muza)
- 1983: Maryla Rodowicz (Melodia)
- 1984: Był sobie król (Polton)
- 1986: Gejsza nocy (Muza)
- 1987: Polska Madonna (Muza)
- 1991: Full (Polton)
- 1992: Absolutnie nic (Muza); ripubblicato: 1995 (Tra-La-La)
- 1994: Marysia Biesiadna (Tra-La-La)
- 1995: Złota Maryla (Tra-La-La)
- 1996: Antologia 1 (Tra-La-La/PolyGram Polska)
- 1996: Antologia 2 (Tra-La-La/PolyGram Polska)
- 1996: Antologia 3 (Tra-La-La/PolyGram Polska)
- 1997: Łatwopalni. Tribute to Agnieszka Osiecka (Tra-La-La/PolyGram Polska, 2CD)
- 1998: Przed zakrętem (PolyGram Polska)
- 1999: Karnawał 2000 (Universal Music)
- 2000: Niebieska Maryla (Universal Music)
- 2001: 12 najpiękniejszych kolęd (Universal Music)
- 2002: Życie ładna rzecz (Universal Music)
- 2003: Sowia Wola (Eulen Willen Studio)
- 2003: Maryla i przyjaciele (Polskie Radio S.A.)
- 2003: Nejvetši hity (Universal Music, Rep. Ceca)
- 2004: Wola – 2 – Hopsasa
- 2005: Kochać (Sony BMG)
- 2005: Maryla Voila! Hopsasa
- 2006: Wola 4u
- 2007: Wola na 5
- 2007: Maryla Rodowicz – Die großen Erfolge (BMG Amiga) in tedesco
- 2008: Jest cudnie (Sony BMG)
- 2010: 50 (Universal)
- 2011: Buty 2 (Universal)
- 2012–2013: Antologia Maryli Rodowicz (Universal)
- 2018: Ach Świecie ... (Sony Music PL)

### Singoli
- 2025 – Łza na rzęsie (Mi się trzęsie) (con Bryska)